# Соборная площадь (Ульяновск)
Собо́рная пло́щадь — одна из главных площадей Ульяновска (наряду с площадью Ленина и площадью 30-летия Победы). Здесь расположено здание администрации губернатора и регионального правительства. К площади примыкают: парк «Ленинские горки», здание областной филармонии (ныне Дом музыки), Владимирский сад, Симбирское епархиальное женское училище (ныне здание Ульяновского областного клинического госпиталя ветеранов войн), гостиница «Советская», бульвар Новый Венец, улицы Плеханова и Кузнецова.

## История
Соборная площадь появилась в Симбирске в 1648 году одновременно с основанием города и была центром городского кремля. Площадь деревянной крепости включала в себя девять поставленных по углам и сторонам башен. Внутри крепости находились: православный храм — Троицкий собор, государев двор, приказная изба, тюрьма, пороховой и соляной погреба.

Памятник В. И. Ленину на Соборной площади.

В начале XVIII века город теряет военно-стратегическое значение. На территории кремля, стены которого были полностью разобраны в середине XVIII века, была спроектирована овальная Соборная площадь, находилась в пределах «рубленого» города и стала центром нового архитектурно-планировочного решения Симбирска.

### Начало и середина XIX века
На плане города Симбирска 1820 года, составленный губернским архитектором Михаилом Матвеевичем Рушко, впервые Соборная площадь показана прямоугольной. Грандиозная по размерам бесформенная площадь (381×254 метров), в центре которой стоял Троицкий собор и выходящие к нему дворовыми фасадами с комплексом хозяйственных построек.
Решающее значение на процесс формирования центра города оказало решение симбирского дворянства о строительстве величественного храма в память Отечественной войны 1812 года и приглашение в Симбирск архитектора Михаила Коринфского. План Коринфского представлял собой первую попытку открыть Соборную площадь в сторону Волги и включить водные просторы Волги в композицию центральной части города как важный элемент пейзажа. В 1827—1841 года на площади был построен огромный Свято-Троицкий кафедральный собор в стиле ампир, по которому и была названа площадь.

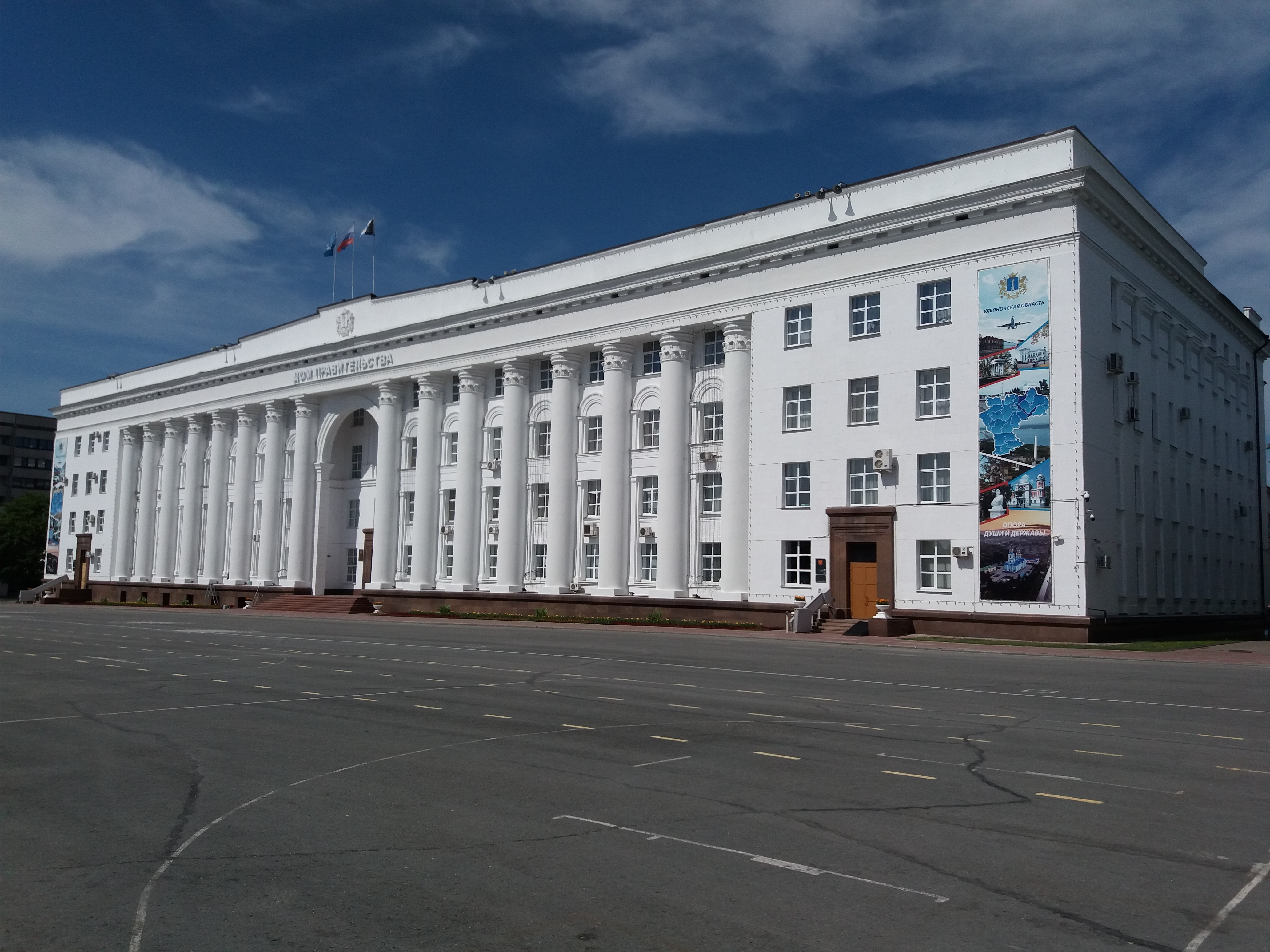
Дом правительства.

22-23 августа (3-4 сентября по новому стилю) 1836 года город посетил император Николай I. «Царский осмотр принес огромную пользу городу, так как Государь сделал много указаний к возведению новых построек, которые потом были приведены к исполнению и послужили благоустройству и украшению города. Так, Государь <…> указал, как привести в порядок Соборную площадь…». В 1837 году, следуя указаниям императора, северная часть Соборной площади, то есть территория между Зданием присутственных мест и Губернской гимназией, была отдана под сад.

### Последствия пожара
После пожара в Симбирске 1864 года вновь отстраивается. Центральную часть окружают Николаевский сад, по обеим сторонам от него находится Карамзинский сквер, реконструируется и засаживается деревьями и кустарниками Соборная площадь.
5 июня 1872 года у входа во Владимирский сад на Венце была воздвигнута водонапорная башня.
21 июля 1914 года на Соборной площади перед Троицким собором прошёл многотысячный молебен с участием войск гарнизона, который совершил Алатырский епископ Назарий (Андреев). У собора были построены эскадроны: 5-го уланского Литовского полка, 163-й Ленкоранско-Нашебургского пехотного полка, 164-го пехотного Закатальского полка, 107-й Троицкого пехотного полка, 308-й Чебоксарского пехотного полка, 307-го пехотного Спасского полка и других подразделений Русской императорской армии, дислоцированные в городе. После молебна и прощания 164-й пехотный полк был направлен на фронт Первой мировой войны.

Памятная доска на Соборной площади (уст. 1958).

### Советское время
В 1918 году Соборная площадь была переименована в Площадь 1-го мая.
В 1932 году был снесён Николаевский собор.
В 1936 году был снесён Троицкий собор.

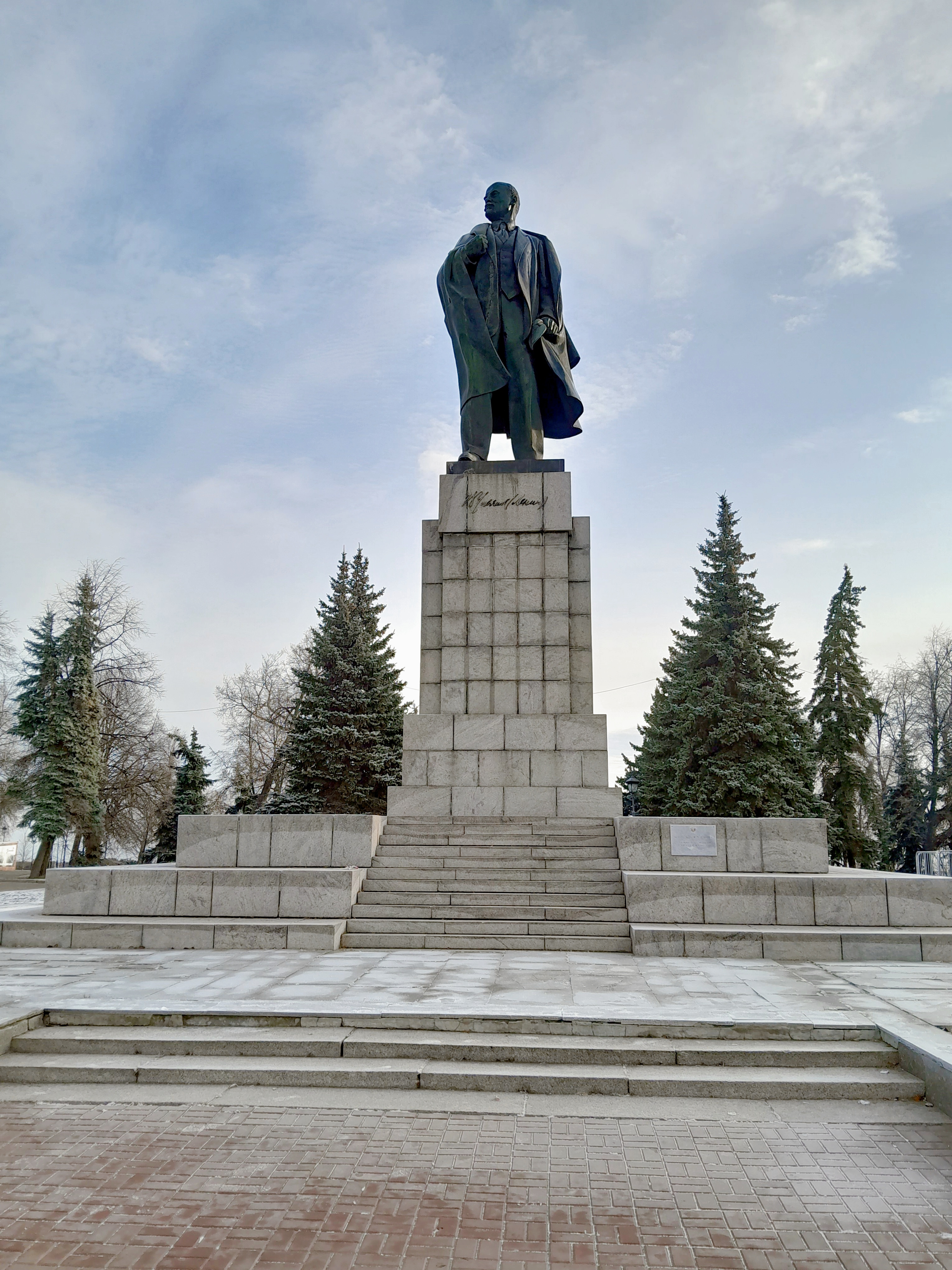
Памятник на Соборной площади.

22 апреля 1940 года (планировалось установить в 1937) на площади был открыт Памятник Ленину работы скульптора М. Г. Манизера , а сама площадь переименована в площадь имени Ленина. Памятник В. И. Ленину — символ Ульяновска.

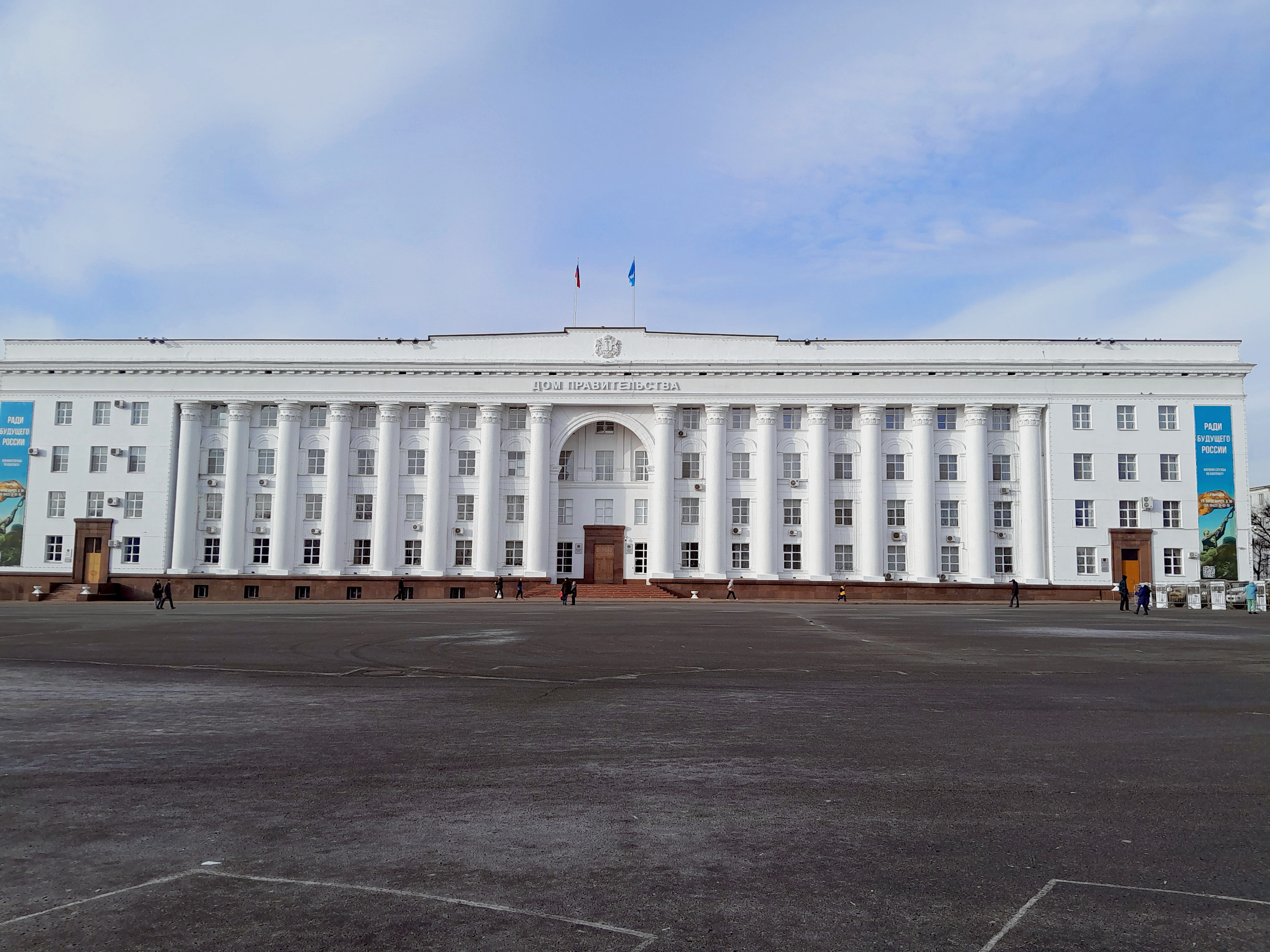
Дом правительства.

В 1959 году на площади Ленина было построено здание обкома КПСС, ныне Дом правительства.
С постройкой в 1970 году здания гостиницы «Советская» площадь приняла современный вид.

### Возвращение первоначального названия
С инициативой переименовать площадь в Соборную в декабре 2017 года выступило региональное отделение «Справедливой России», её руководитель Михаил Сычёв заявил, что на то «есть запрос общества». Инициатива была направлена губернатору Ульяновской области, главам города и Законодательного собрания области. Она была поддержана партией «Единая Россия», а также рядом общественных организаций, в том числе региональным Союзом казачьих атаманов, Симбирской православной общиной и городским Советом ветеранов. Коммунистическая партия Российской Федерации выступила против.
23 апреля 2018 года на заседании Комиссии по наименованию улиц, площадей, переулков, проспектов, бульваров, проездов и других составляющих г. Ульяновска большинством голосов (7 членов комиссии — за, 2 — воздержались) было принято решение о переименовании главной городской площади имени Ленина в Соборную. Решение опиралось на социологический опрос, проведённый работниками ОГКУ «Аналитика», по результатам которого 57 % высказались за переименование; 31 % — против; 12 % — не определились. Также ссылались на то, что за все время существования площади 270 лет она была Соборной и только 78 лет — площадью имени Ленина. 24 апреля и. о. главы администрации города В. И. Андреев подписал постановление о возвращении площади Ленина исторического названия Соборная.

## Мероприятия
С основания площади здесь проходили различные мероприятия посвящённые разным событиям.
Ежегодно в Советское время здесь проходили парады и демонстрации трудящихся — Первомайская демонстрация, демонстрация в честь Великой Октябрьской социалистической революции, парад Победы.
Начиная с 1943 года, здесь проходят старты и финиши легкоатлетической эстафеты на приз газеты «Ульяновская правда».
29 июня 1977 года на площади состоялось торжественное открытие VII Всесоюзного финала пионерской военно-спортивной игры «Зарница».
В 2004 году, на месте снесённого Троицкого собора, был установлен Памятный крест, от которого ежегодно начинается крестный ход Жадовской Казанской чудотворной иконы Божией Матери.
В 2010 и 2012 годах на площади состоялся Международный фестиваль кузнечного искусства «Поющий металл».
С 2017 года здесь ежегодно проходят старт и финиш полумарафон «ЗаБег».

В ноябре 2024 года на Соборной площади открылась выставка трофейной техники НАТО, подбитой российской армией в ходе боевых действий на Украине.

Всероссийский полумарафон ЗаБег.РФ 2021.
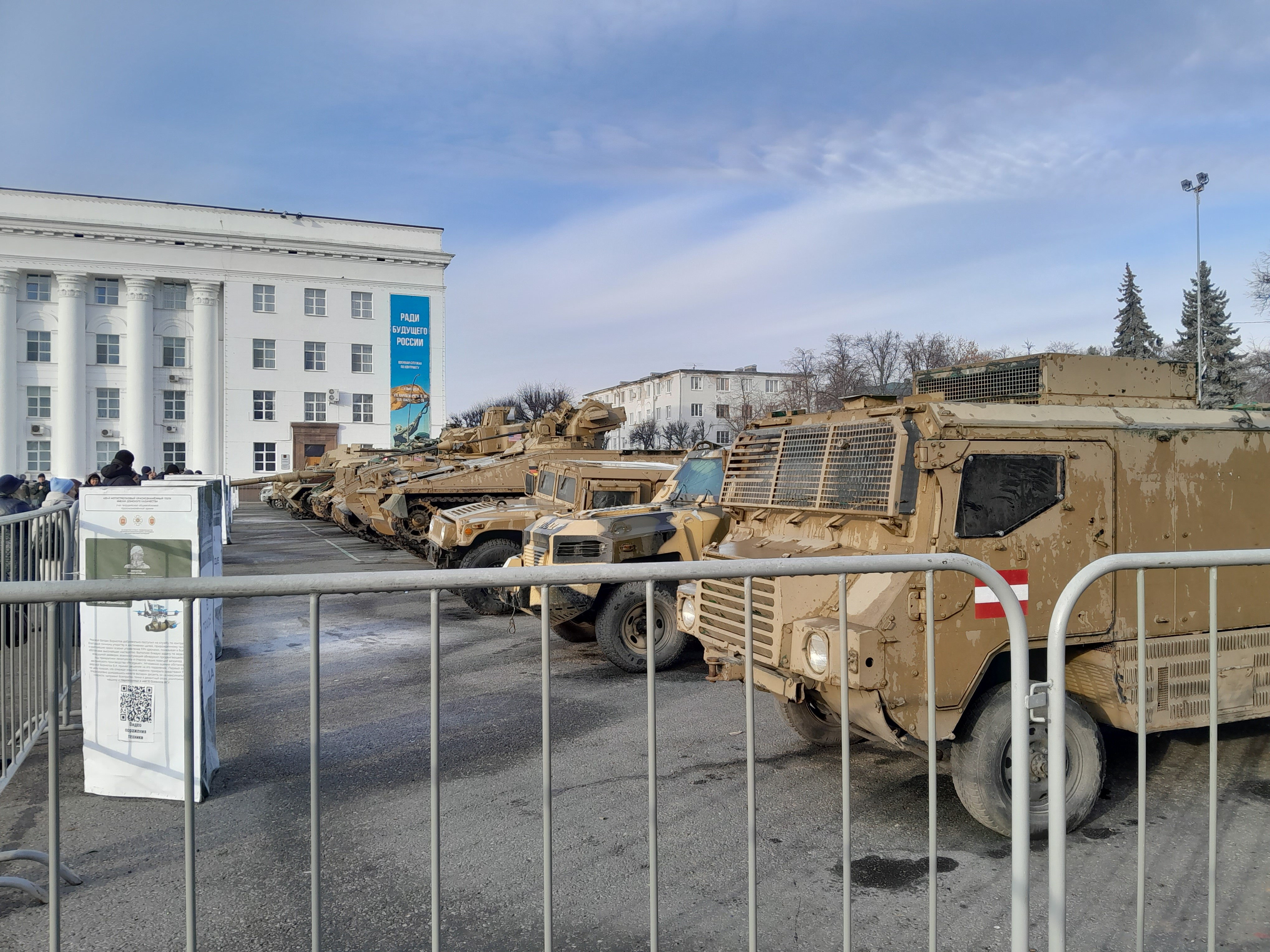
Выставка на Соборной площади, 2024.
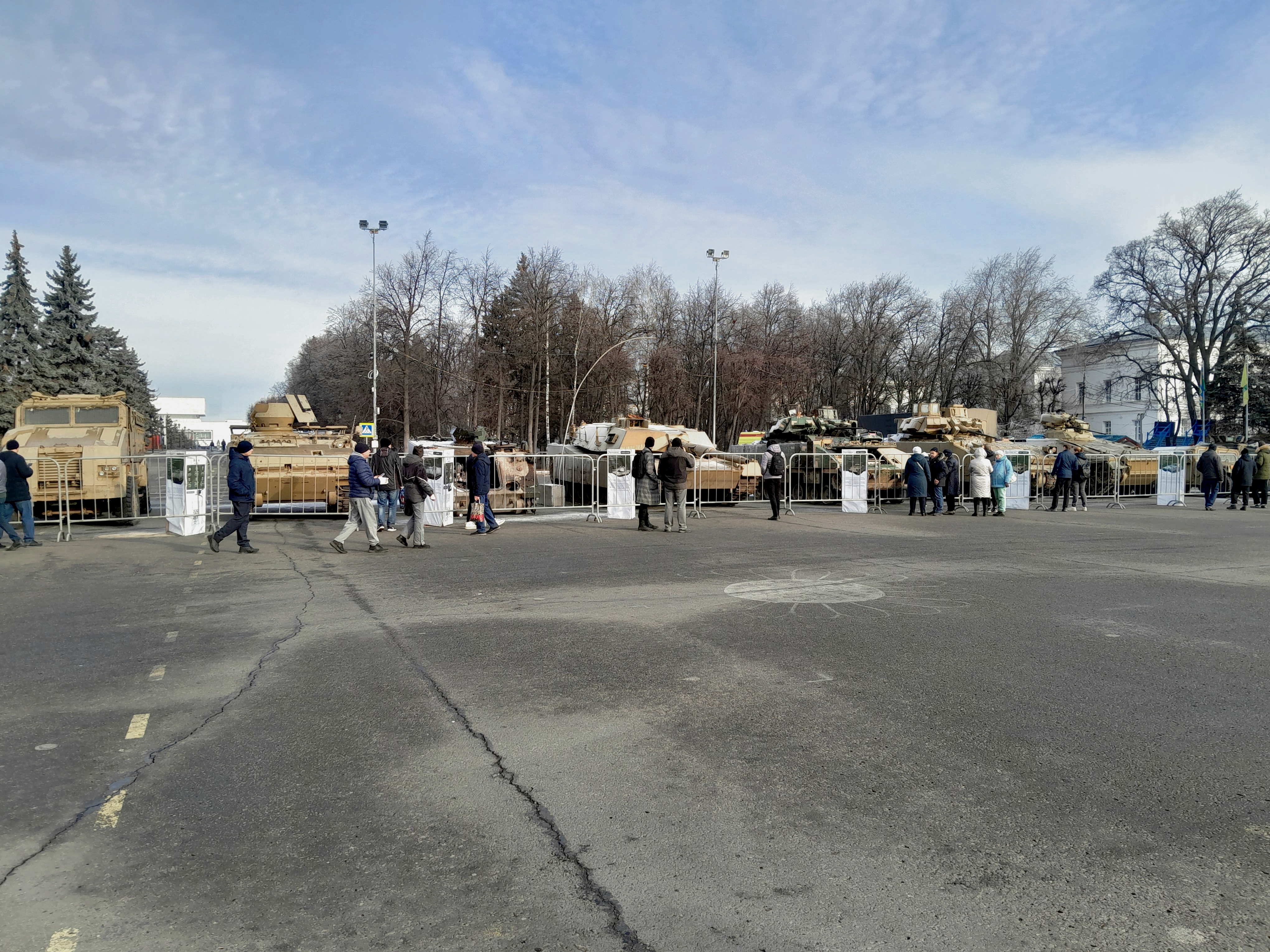
Выставка на Соборной площади, 2024.

## Галерея старых фото

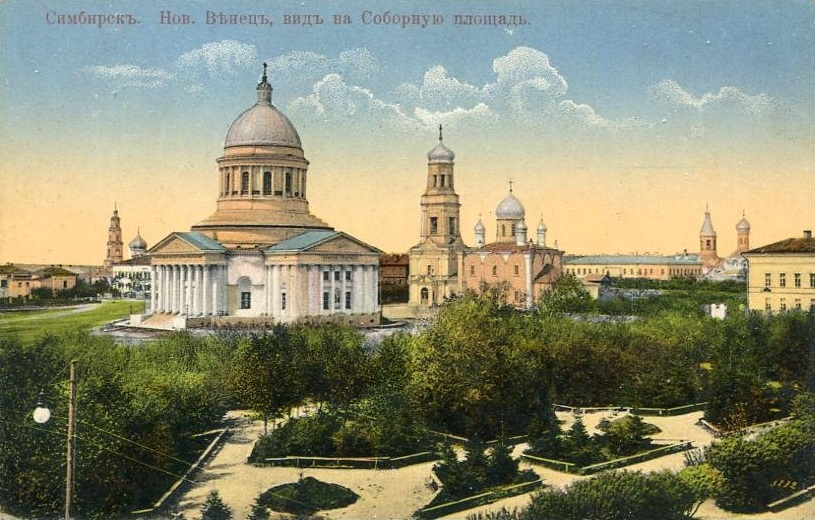
Симбирск. Новый Венец, вид на Соборную площадь, открытка 1917 г.
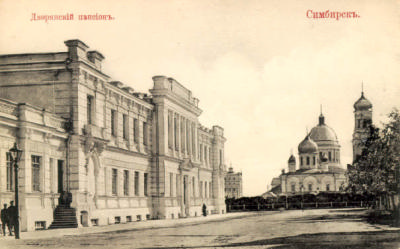
Вид на Соборную площадь, открытка 1900-1917 г.
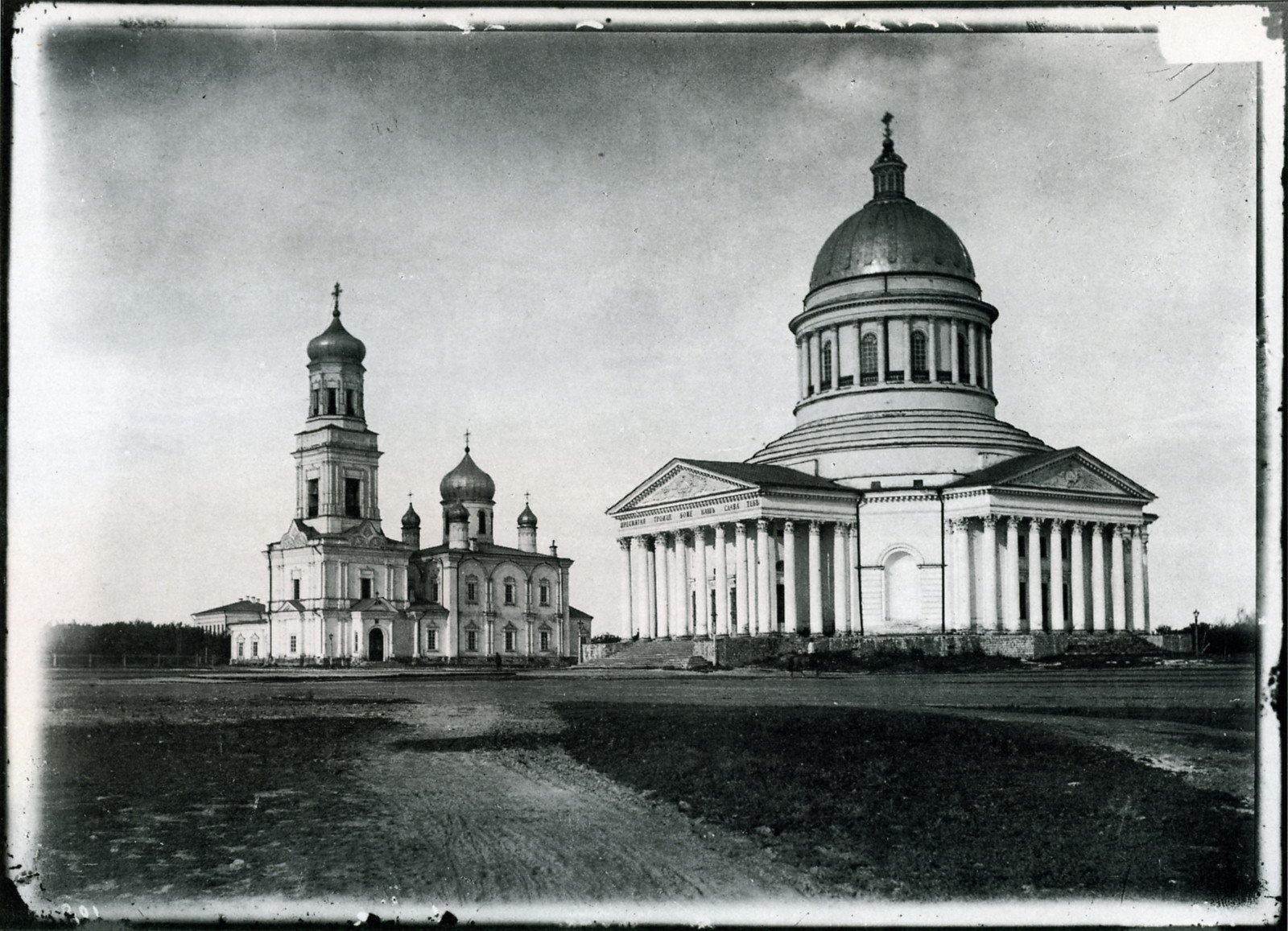
Кафедральный собор в Симбирске — Николаевский (зимний) и Троицкий (летний). Снесены в 1936 г. (фото 1900 г.).
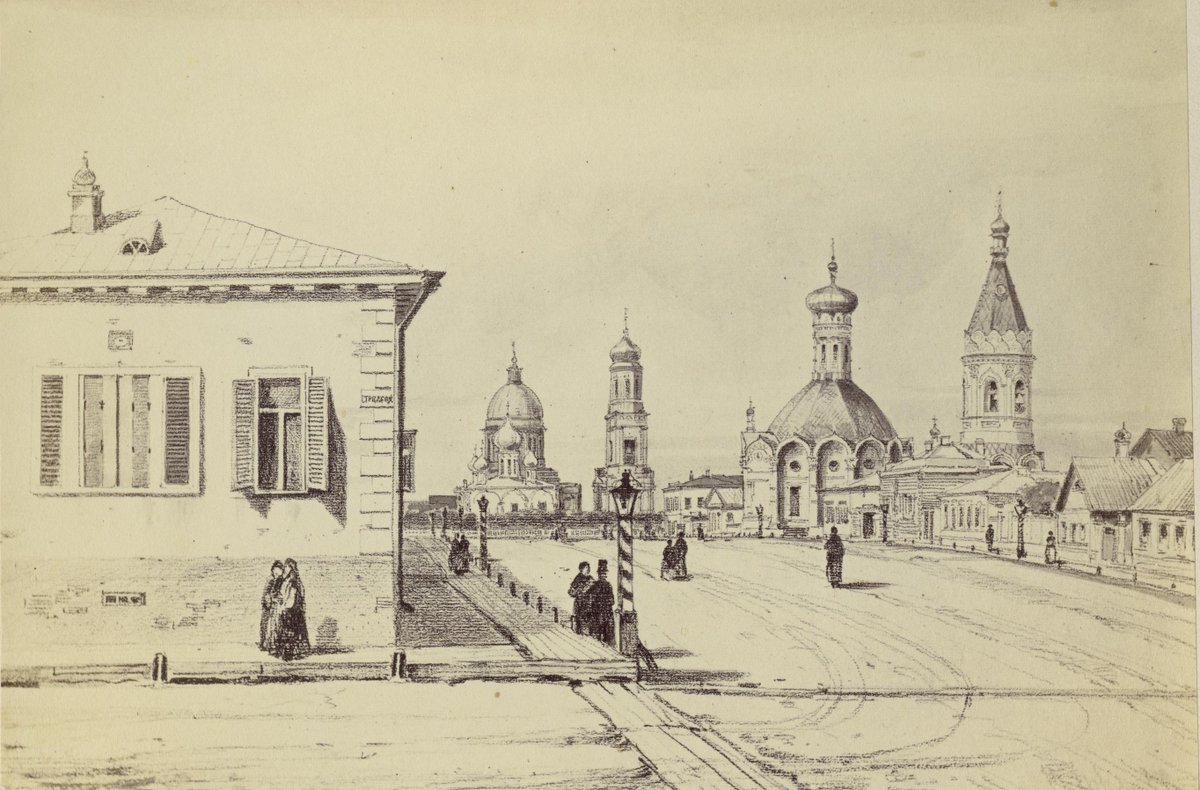
«Симбирск». Рисунок А. П. Боголюбова (1863).
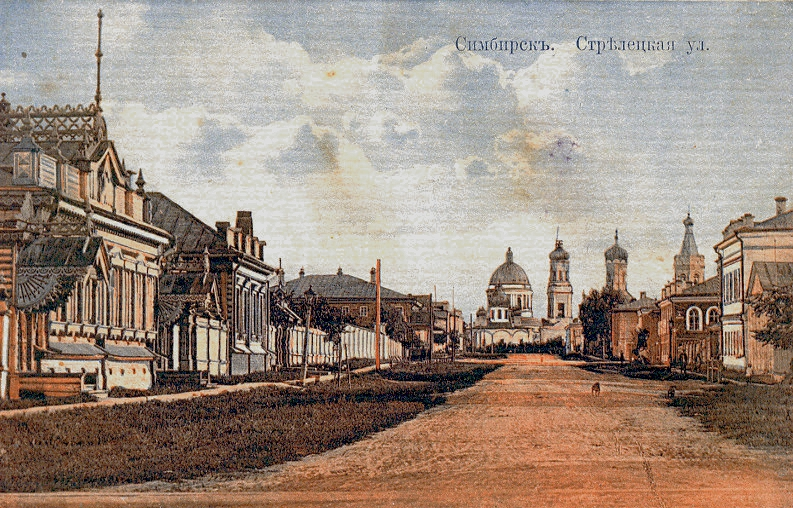
Стрелецкая улица. Вид на Соборную площадь.
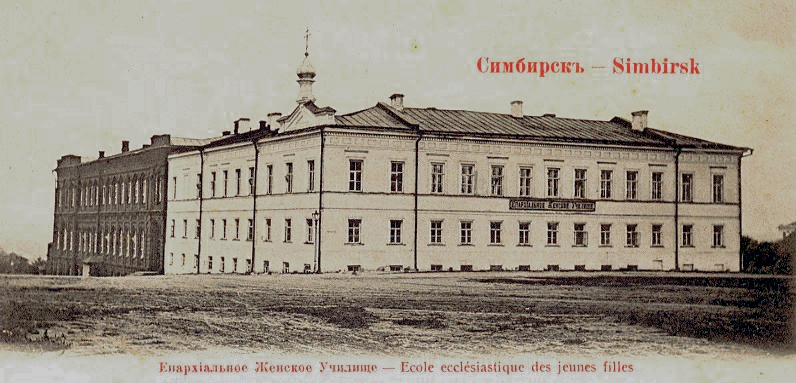
Епархиальное женское училище (1903).
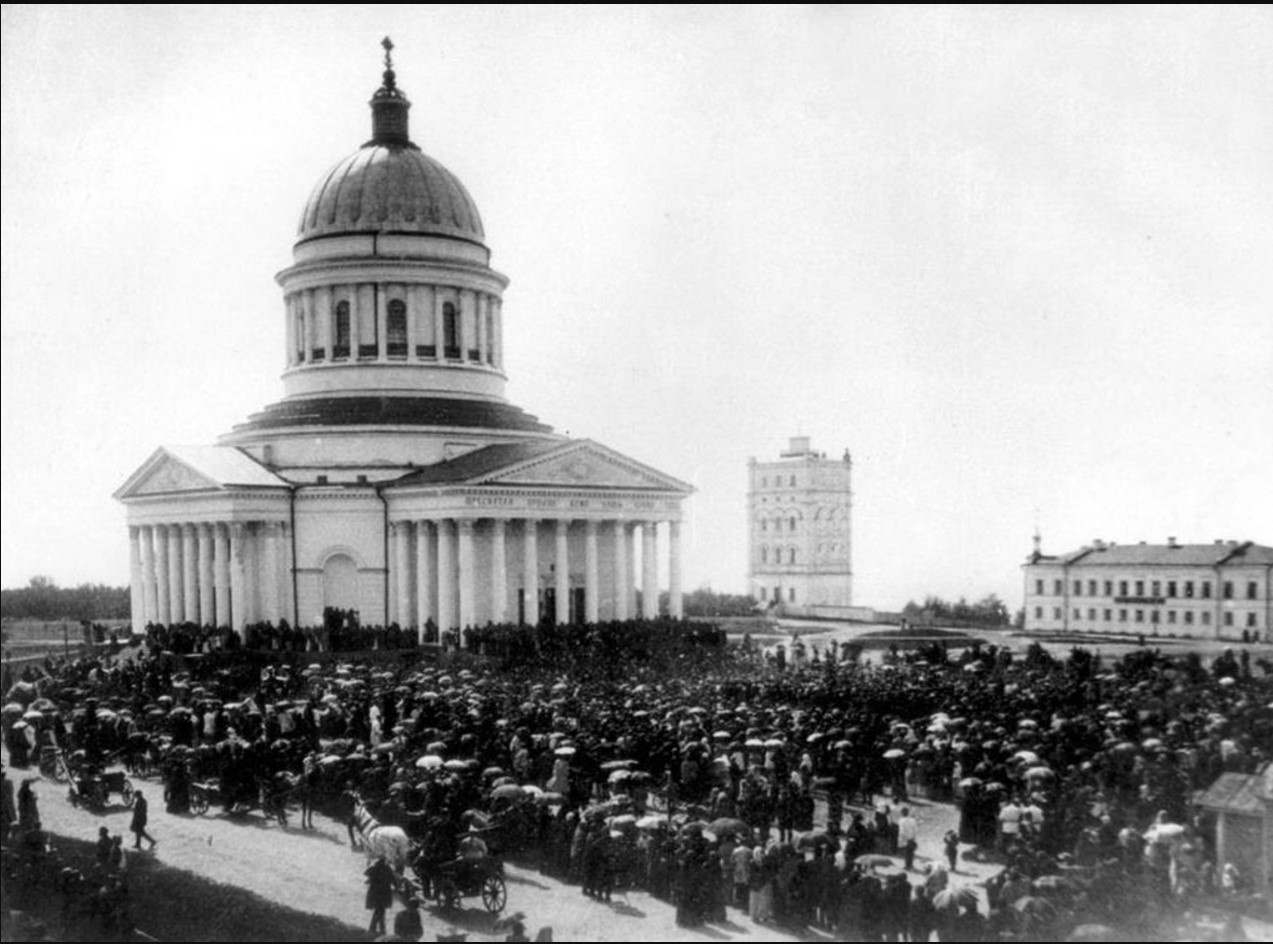
Соборная площадь в день приезда Иоанна Кронштадтского (1894).

## Галерея

Памятник В. И. Ленину
Вход во Владимирский сад.
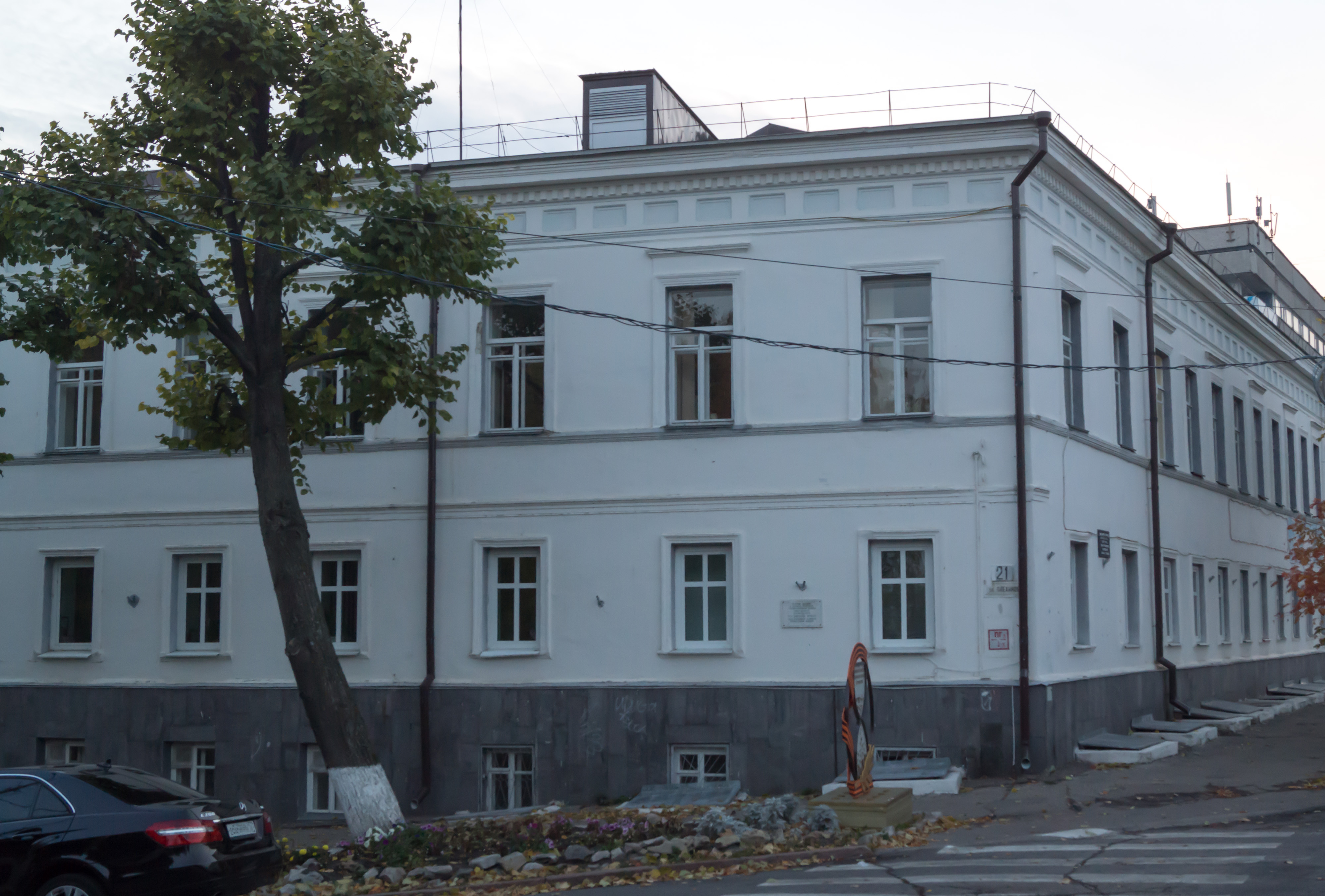
Здание женского епархиального училища (ныне административное здание Ульяновского госпиталя ветеранов войн).
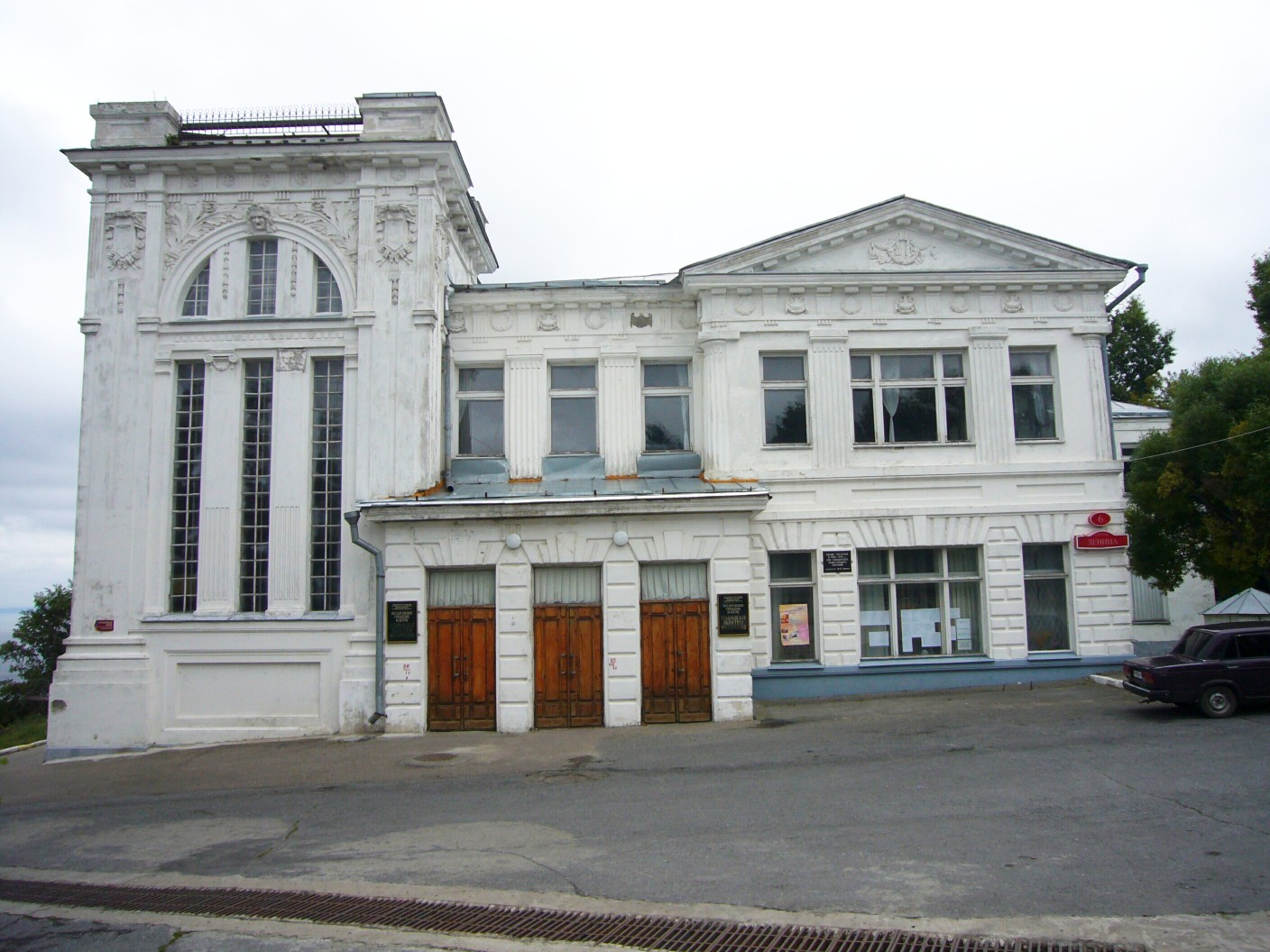
Филармония.
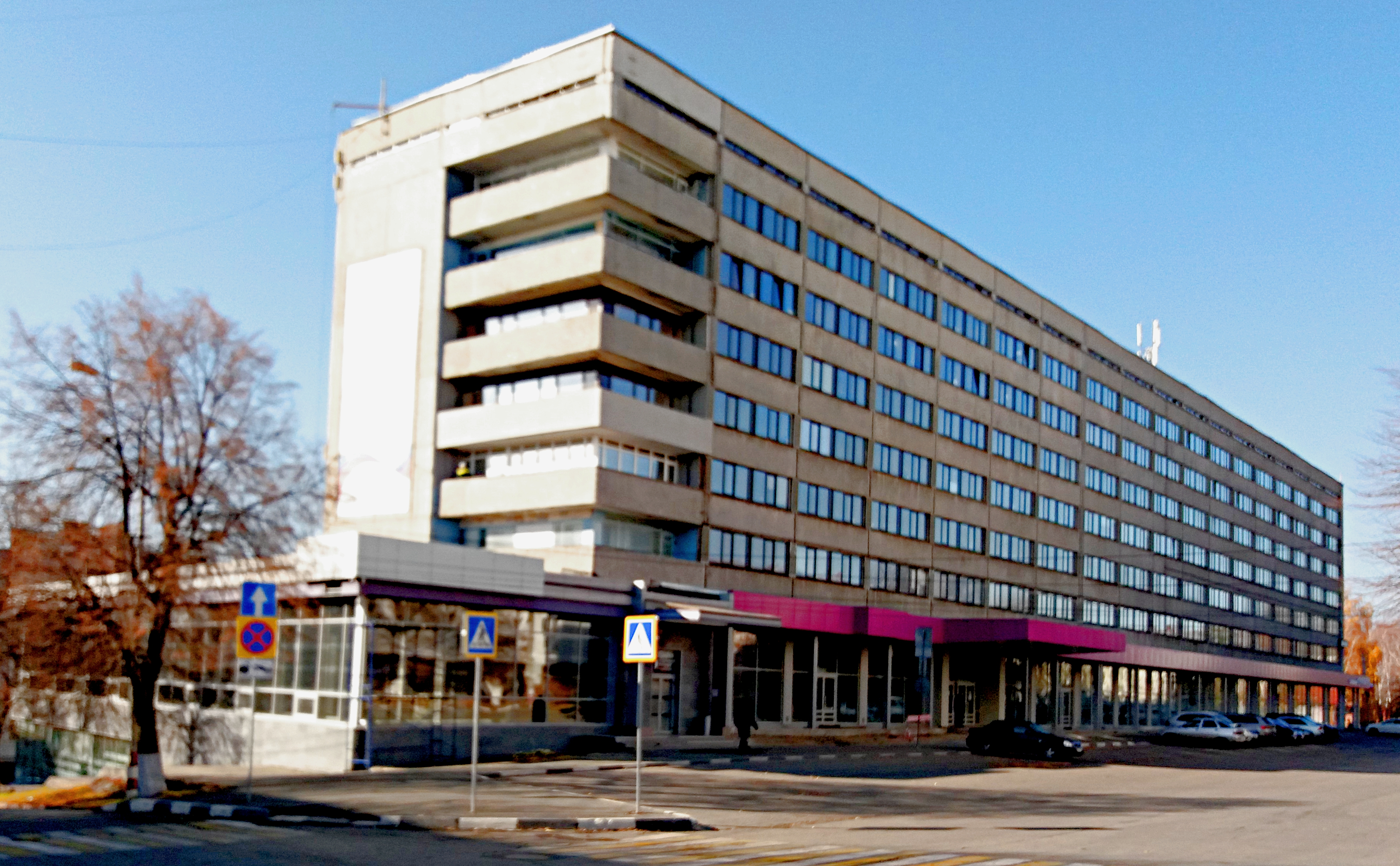
Гостиница «Советская».
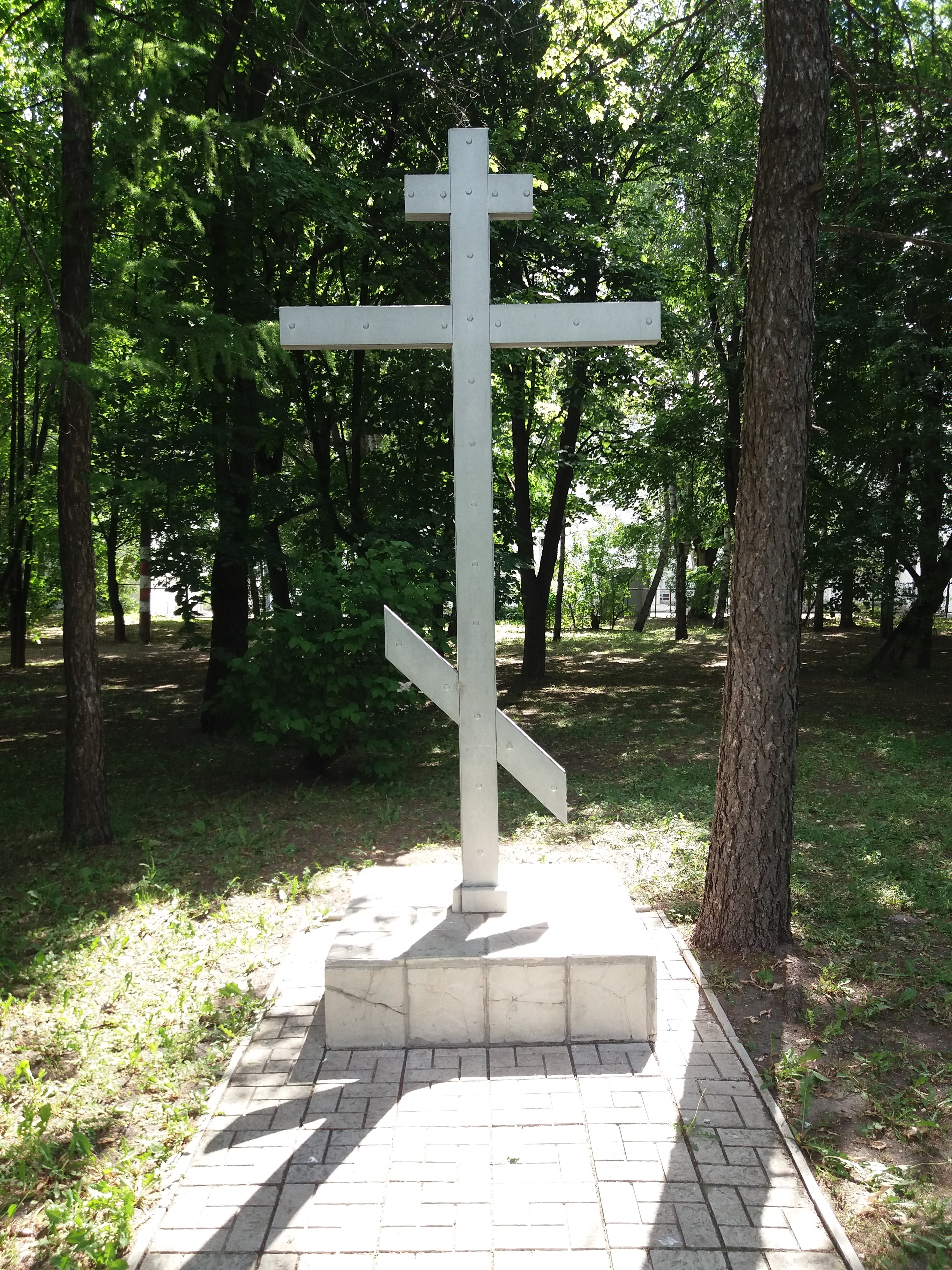
Памятный крест на месте снесённого Николаевского собора.
Памятный знак о месте нахождения Троицкого кафедральныого собора.

## Площадь в филателии

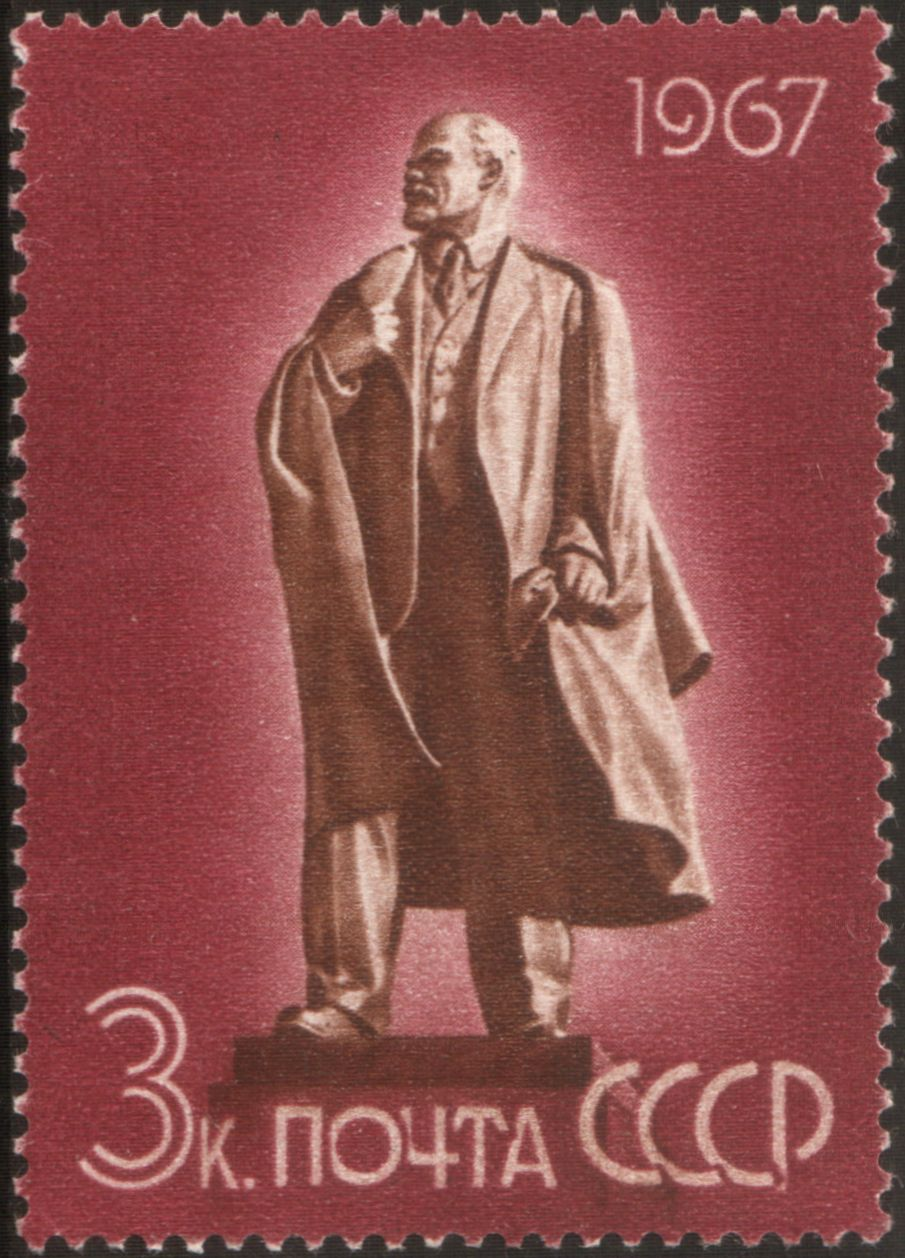
Почта СССР 1967 г. Памятник В. И. Ленину на Соборной площаде (ск. М. Манизер, арх. В. Витман).
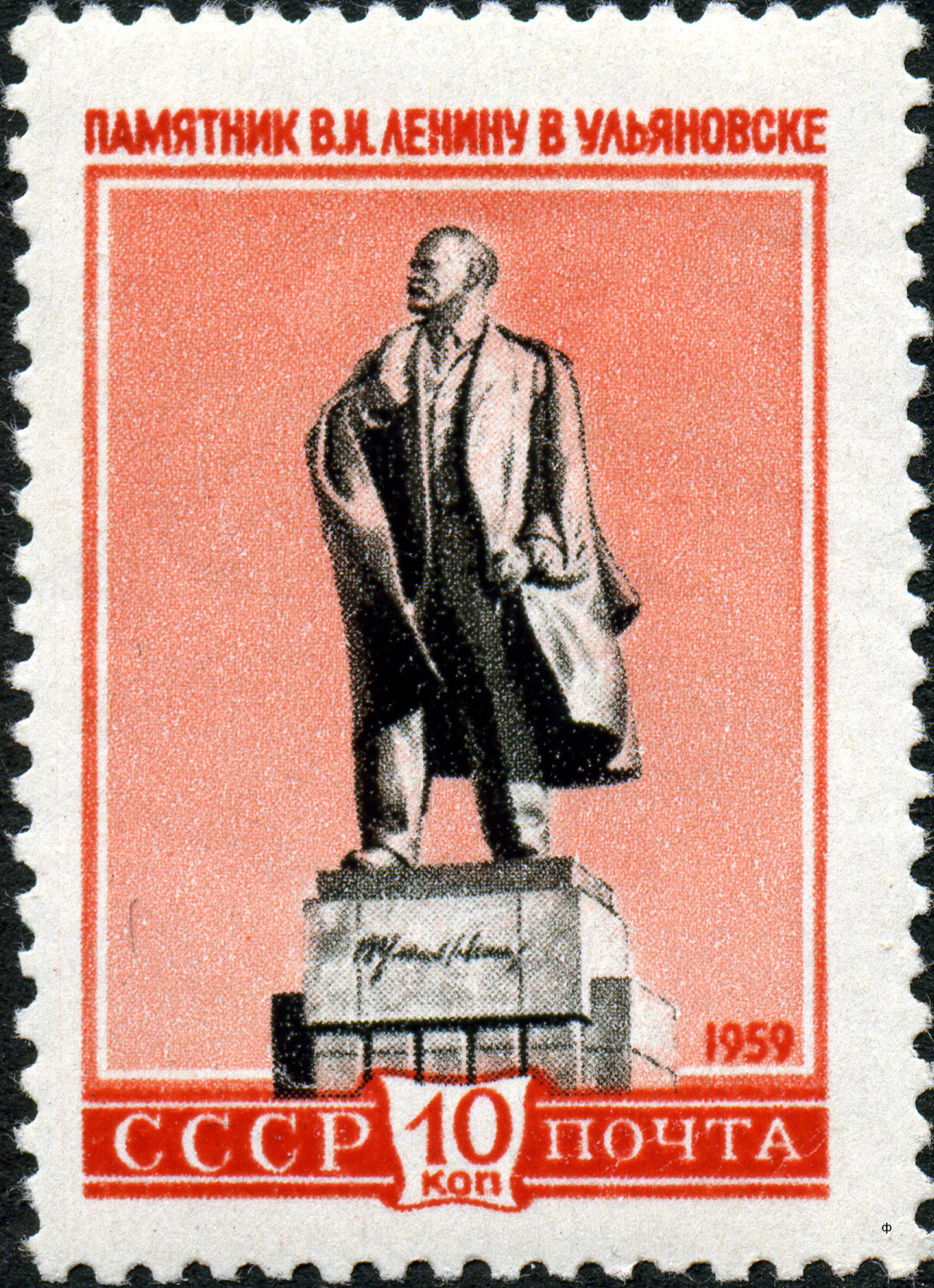
Памятник В. И.Ленину в Ульяновске (ск. М. Манизер, арх. В. Витман). Открыт в 1940 г.
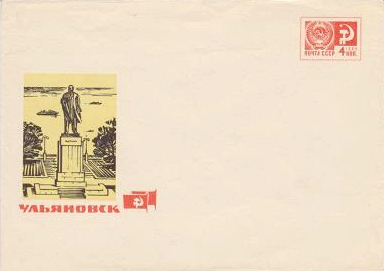
ХМК СССР, 1971. Памятник Ленину. Ульяновск.